# Reci
Reci es una comuna ubicada en el distrito de Covasna, Rumania.

## Superficie
Posee una superficie de 54,91 kilómetros cuadrados.

## Demografía
Hasta 2021 la población era de 2259 habitantes, con una densidad de población de 41,14 habitantes por kilómetro cuadrado.